# Mac Forehand
Mac Forehand (* 4. August 2001 in Norwalk) ist ein US-amerikanischer Freestyle-Skier. Er startet in den Disziplinen Slopestyle und Big Air.

## Werdegang
Forehand gewann in der Saison 2016/17 im Slopestyle beim FIS-Rennen in Waterville Valley und im Big Air bei den Aspen/Snowmass Open in Aspen. Im November 2017 startete er in Mailand erstmals im Weltcup und belegte dabei den zehnten Platz im Big Air. Bei den Juniorenweltmeisterschaften 2018 in Cardrona gewann sie die Goldmedaille im Big Air. Zudem errang sie dort den 41. Platz im Slopestyle. In der Saison 2018/19 belegte er im Slopestyle in Stubai den zweiten Platz und holte im Slopestyle in Mammoth seinen ersten Weltcupsieg. Beim Saisonhöhepunkt, den Freestyle-Skiing-Weltmeisterschaften 2019 in Park City, wurde er Vierter im Slopestyle. Die Saison beendete er auf dem 11. Platz im Gesamtweltcup und dem ersten Rang im Slopestyle-Weltcup.

## Weltcupsiege
| Nr. | Datum             | Ort             | Disziplin  |
| --- | ----------------- | --------------- | ---------- |
| 1.  | 10. März 2019     | Mammoth         | Slopestyle |
| 2.  | 16. Dezember 2023 | Copper Mountain | Big Air    |
| 3.  | 16. März 2024     | Tignes          | Slopestyle |